# Решко, Игнатий Яковлевич
Игнатий Яковлевич Решко (1760, Речь Посполитая — 1830, Вильна) — польский и российский астроном и педагог, заслуженный профессор Императорского Виленского университета; статский советник.

## Биография
Родился в 1760 году и происходил из литовских шляхтичей. Воспитывался в Краковском кадетском корпусе, где предметами его обучения были: математика, физика, гражданская архитектура, военная архитектура, полевое инженерное искусство, рисование и иностранные языки.

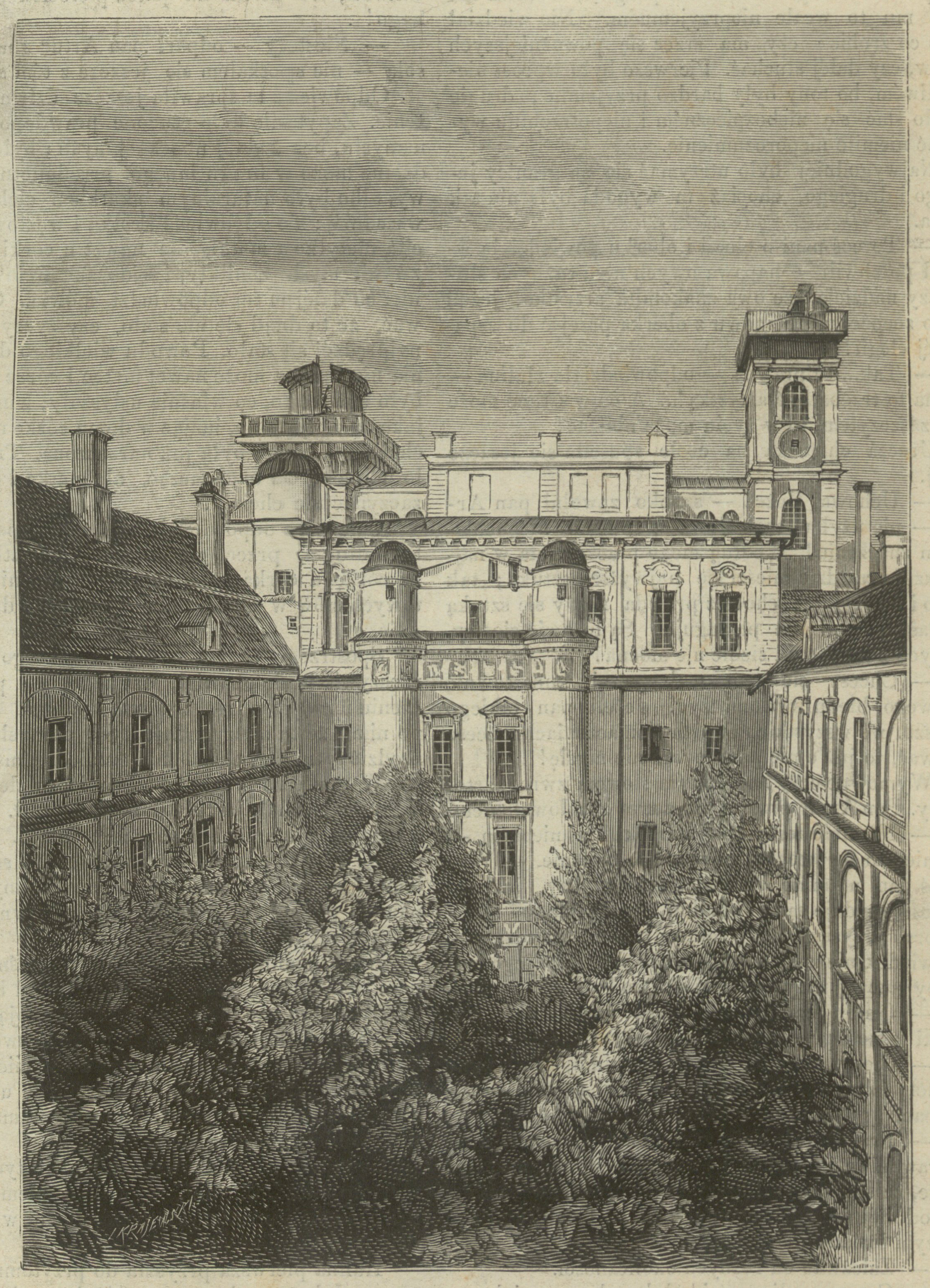
Виленская обсерватория

По выходе из корпуса, Игнатий Решко служил в польских войсках поручиком; он имел степень доктора свободных наук и философии и с 1782 года стал адъюнктом Виленской астрономической обсерватории; после 16-летнего пребывания в этой должности, которую следом за ним занял Ц. Ф. Каминский, он занял кафедру астрономии в Виленском университете, которую занимал до 1830 года.
Читая по три полуторачасовых лекции в неделю, он получал, как и все другие профессора Виленского университета, по 900 рублей жалованья в год. Профессорские лекции в Университете, как правило, состояли или в изложении и объяснении собственных записок профессора, которые затем передавались студентам для переписывания, или в комментировании книги другого автора, приобретавшейся студентами по указанию профессора. Решка следовал второму из этих вариантов и для своих лекции пользовался сочинением аббата Никола Луи де Лакайля: «Leçons élémentaires d’astronomie géometrique et physique». Каждый учебный год своего двухлетнего курса Решка имел обыкновение начинать с повторения изложенного в предыдущем году, причем особенное внимание обращал на наиболее необходимые для практической астрономии моменты; затем он переходил к объяснению законов движения небесных тел и к доказательству выводов их теории вместе с изложением принципов механики и свойств конических сечений. Далее, рассмотрев формулы интерполяции, он раскрывал перед слушателями источники различных действий и указывал метод исследования тех же действий в количественном отношении. При этом он упражнял слушателей как в вычислении уже произведенных наблюдений, так и в открытии будущих небесных явлений. 
Несмотря на такую серьезную постановку курса, слушателей у Решка, по крайней мере в первые годы его профессорской деятельности, было немного; так в 1803 году он имел летом трёх слушателей, а осенью — семь при общем числе студентов Университета, не превышавшем трёхсот. 
В 1812 году Решко стал заслуженным профессором Виленского университета и был избран, на год визитатором училищ Минской, Гродненской и Белостокской губернии; в 1830 году был статским советником.